# Marion Delorme
Pour les articles homonymes, voir Delorme.
Pour le drame de Victor Hugo, voir Marion de Lorme (Hugo). Pour les autres significations, voir Marion de Lorme (homonymie).
Marie de Lon, demoiselle de Lorme, dite Marion de Lorme ou Marion Delorme, est une courtisane française, née à Paris le 3 octobre 1613, morte à Paris le 30 juin 1650.

## Biographie
Née dans une famille de la noblesse de robe, son père, mort en 1639, était président et trésorier général des finances en Champagne. Elle fut élevée à Baye. Elle apprit la danse et la musique. Elle était riche et belle, « pieuse et même mystique ». C'est alors qu'arriva au logis, en tant que maître d'écriture, le poète Des Barreaux, qui devint son premier amant. Elle le délaissa pour Cinq-Mars, ce dont Louis XIII se montra jaloux. Elle eut des liaisons sentimentales ou vénales avec le duc de Buckingham et plusieurs jeunes seigneurs de la cour.
Guy Patin écrit en 1649 à Charles Spon : « La troisième [maîtresse du cardinal de Richelieu] était une certaine belle fille parisienne nommée Marion de L'Orme, que Monsieur de Cinq-Mars, qui fut exécuté à Lyon l'an 1642, avec Monsieur de Thou, avait entretenue comme a fait aussi Monsieur le maréchal de La Meilleraye et plusieurs autres. »
Liée avec Ninon de Lenclos, elle partagea avec elle les suffrages de tout ce que Paris avait de plus galant et de plus spirituel. Elle résidait dans le même quartier, le Marais, place Royale. Plus jolie que Ninon, plus ardente, elle était dotée de moins d'esprit.
Après l'arrestation des princes de Condé et de Conti pendant les troubles de la Fronde, elle fut sur le point d'être arrêtée elle-même ; mais sa mort inopinée empêcha l'exécution de l'arrêt. Elle aurait succombé à la prise d'une trop forte dose d'antimoine.
Marion Delorme mourut le 30 juin 1650, à 36 ans et fut inhumée à Saint-Paul, à Paris.

### Descendance
Une descendance de trois enfants est reconnue à Marion, attribués au marquis de Cinq-Mars :
- Jeanne de Lorme (1638 - ?), sans descendance connue
- Augustin de Lorme (1639 - 1698), prêtre jésuite et essayiste polémiste catholique
- Jean de Lorme (1641 - 1713), né à l’Arbresle près de Lyon se fixa dans cette ville en 1668 où il devint procureur et notaire[13] . Il épousa Catherine d'Aigueperse, dont il eut trois fils : Jean, François et Gabriel.

## Dans les arts

### Théâtre
La vie singulière de Marion de Lorme a fourni en 1804 à Dumersan et Pain le sujet d'un vaudeville, La Belle Marie.
Victor Hugo écrivit un drame en cinq actes et en vers, Marion de Lorme, représenté au théâtre de la Porte-Saint-Martin le 11 août 1831, après avoir été interdit par la censure pendant deux ans. De la vraie Marion de Lorme, Hugo « n'a utilisé que le nom ».

### Mises en scène
- 1999 : mise en scène d'Éric Vigner, Théâtre de la Ville.

### Roman
- Marion Delorme inspira peut-être à Alexandre Dumas le personnage de Milady de Winter, dans Les Trois Mousquetaires (1844)[réf. nécessaire].
- Eugène de Mirecourt rédigea en 1856 un roman intitulé Confessions de Marion Delorme.
- Si Tallemant des Réaux, contemporain de Marion de Lorme, donne sur sa mort des détails qui ne peuvent laisser aucun doute[11], une version romanesque prétend qu'elle aurait fait répandre le bruit de sa mort, afin de fuir plus aisément. Elle aurait eu par la suite une foule d'aventures jusqu'à sa mort, selon les apocryphes Chroniques de l'Œil-de-bœuf (1830-1832) de Georges Touchard-Lafosse[14]. L'auteur la fait d'ailleurs mourir le 5 janvier 1741,  « deux mois avant l'expiration de sa cent trente-cinquième année », ce qui ne correspond pas du tout à sa date de naissance réelle[14].
- Marion Delorme est présente sous son nom dans le roman d'Alexandre Dumas "Le sphinx rouge" où elle apparaît comme une confidente et une informatrice du cardinal Richelieu.
- Marion Delorme est un personnage dans "Le Capitan" de Michel Zevaco. Cependant, sa présence est anachronique. En effet, l'action se déroule en 1616. Marion Delorme n'aurait eu que 3/4 ans, alors que c'est une jeune femme dans le roman.

### Poésie
- Marion Delorme apparaît de manière anecdotique mais plaisante dans Gaspard de la Nuit, d'Aloysius Bertrand, dans Le Raffiné (Le Vieux Paris, V) : » N’est-ce pas la Marion Delorme au bras du duc de Longueville ? Trois bichons la suivent en jappant. Elle a de beaux diamants dans les yeux, la jeune courtisane ! — Il a de beaux rubis sur le nez, le vieux courtisan ! »

### Opéra
- Amilcare Ponchielli tira du drame de Hugo un opéra en italien, représenté en 1885.

## Légende
Dans ses Illuminés, Gérard de Nerval évoque la légende selon laquelle Marion Delorme aurait vécu près de cent cinquante ans, « ainsi que semblent le constater d'ailleurs son acte de baptême et son acte mortuaire conservés à Besançon ». L'écrivain Jacques Cazotte, alors âgé de vingt et un ans, l'aurait rencontrée ; elle lui aurait communiqué « des détails inconnus sur la mort de Henri IV ».

## Source
Cet article comprend des extraits du Dictionnaire Bouillet. Il est possible de supprimer cette indication, si le texte reflète le savoir actuel sur ce thème, si les sources sont citées, s'il satisfait aux exigences linguistiques actuelles et s'il ne contient pas de propos qui vont à l'encontre des règles de neutralité de Wikipédia.